# Johann Goswin Widder

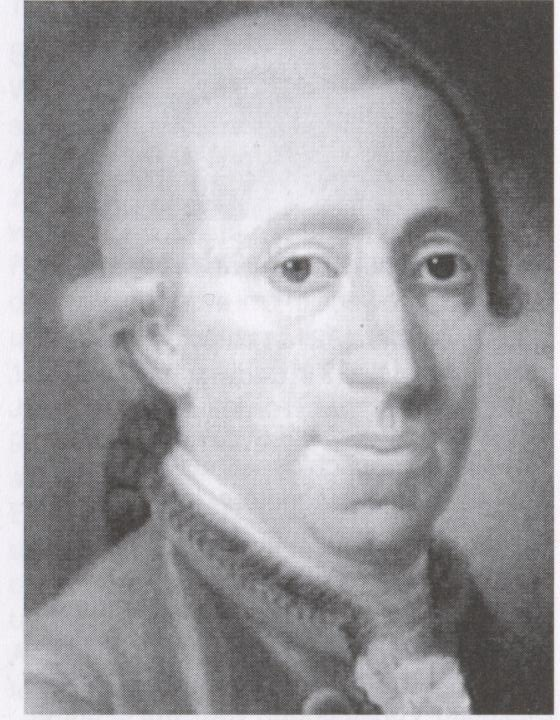
Johann Goswin Widder, Porträt von Moritz Kellerhoven

Johann Goswin Widder (* 7. Januar 1734 in Bad Dürkheim; † 26. Dezember 1800 in Mannheim) war ein pfalz-bayerischer Beamter, Historiker und Topograph, der eine vierbändige Beschreibung der Kurpfalz veröffentlichte, die bis heute zu den fundamentalen Quellenwerken der pfälzischen Geschichtsforschung gehört.

## Leben
Widder kam als Sohn des im Kurpfälzer Auftrag stehenden Limburger Klosterschaffners und Wachenheimer Amtskellers Johann Daniel Widder sowie dessen Frau Maria Jakobine Apollonia, geb. Bellaire, im vorderpfälzischen Dürkheim zur Welt. Schon 1742 starb der Vater auf der Saline Schönfeld in Dürkheim, wo er als Inspektor amtierte. Sein Grabstein vom Friedhof Pfeffingen ist im Stadtmuseum Bad Dürkheim erhalten.
1760 arbeitete Johann Goswin Widder als Sekretär an der kurfürstlichen Porzellanfabrik in Frankenthal, 1776 war er Hofkammerrat in Wachenheim. Ab ca. 1780 hielt sich Widder in München auf, spätestens ab 1786 bekleidete er dort die Ämter eines kurfürstlichen Geheimsekretärs und Oberlandesregierungsrates. Von 1790 bis zu seinem Tode lebte der Pfälzer wieder als kurpfälzischer Geheimrat und Kammerdirektor in Mannheim.
Der Beamte erwarb sich besondere Verdienste um das Finanzwesen des Kurfürsten Karl Theodor und um die Landwirtschaft, besonders den heimischen Weinbau. 1765 erstellte er eine Denkschrift zur Bekämpfung des Rebenstechers, der damals die Traubenernten weitgehend vernichten konnte. Die kurfürstliche Regierung ließ die Abhandlung Widders drucken und verbreiten. Außerdem ordnete sie zur Ausrottung des Schädlings die in der Denkschrift empfohlene, planmäßige Sammlung der Käfer bzw. der Blattwickel mit den Eigelegen an.
Widder hatte sich am 24. November 1762 mit Maria Katharina Cetti verheiratet. Aus der Verbindung gingen drei Söhne hervor, wovon der eine, Gabriel Bernhard von Widder (1774–1831), später als Regierungspräsident von Oberbayern nobilitiert wurde.
Der andere Sohn, Heinrich Widder (1772–1812), amtierte unter Bischof Johann Casimir Häffelin als Sekretär der Bayerischen Gesandtschaft beim Heiligen Stuhl. Er war ein großer Kunstfreund und ‑kenner.

## Historiker und Autor

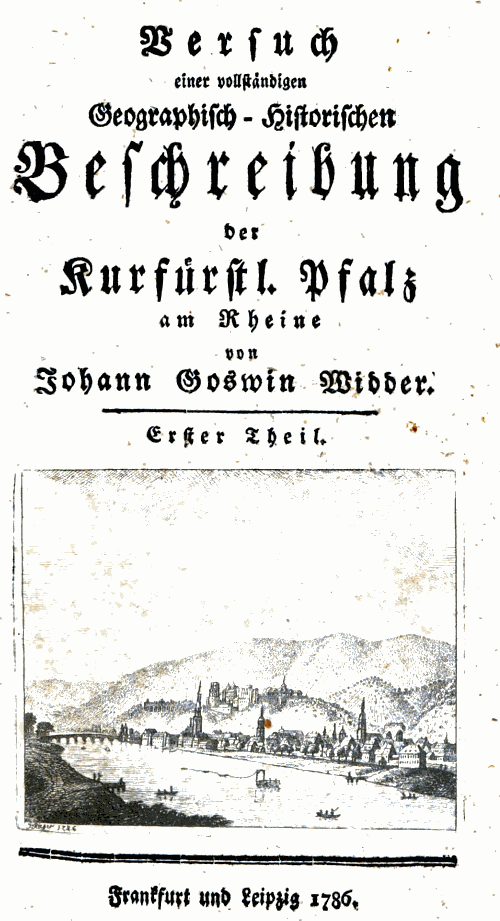
Titelblatt von Band 1 der Beschreibung der Kurpfalz, von Johann Goswin Widder (mit Stich von Heidelberg).

Johann Goswin Widder war zeitlebens heimatkundlich und geschichtlich interessiert. Er begann Material über die gesamte damalige Kurpfalz zusammenzutragen und versandte u. a. auch Fragebögen an alle örtliche Verwaltungsstellen. Daraus verfasste er zwischen 1786 und 1788 auf über 2000 Buchseiten seine vierbändige Landesbeschreibung: Versuch einer vollständigen Geographisch-Historischen Beschreibung der Kurfürstlichen Pfalz am Rheine. Sie bildet bis heute ein unentbehrliches fundamentales Quellenwerk zur Landesgeschichte der Region und wurde 1996 nochmals in einem unveränderten Neudruck aufgelegt.
Band 1 (1786), enthält die „Haupteinleitung“, sowie die Beschreibung des Oberamtes Heidelberg mit den Hauptstädten Mannheim und Heidelberg, sowie der Oberämter Ladenburg und Lindenfels.
Band 2  (1786), enthält die Beschreibung der Oberämter Neustadt/Haardt einschließlich der Hauptstadt Frankenthal, sowie der Oberämter Germersheim, Ozberg, Umstatt, Boxberg, Mosbach und Bretten.
Band 3 (1787), beschreibt das Oberamt Alzey mit seinen Unterämtern Freinsheim und Erbes-Büdesheim, sowie die Oberämter Oppenheim, Stromberg, Simmern und Bacharach mit dem Unteramt Kaub.
Band 4 (1788), behandelt die Oberämter Kreuznach, Kaiserslautern, Lauterecken und Veldenz und besitzt gleichzeitig das Register der Gesamtausgabe.
Über seine Landesbeschreibung der Kurpfalz hinaus behandelte der Geschichtsfreund Goswin Widder in den „Rheinischen Beiträgen zur Gelehrsamkeit“, 1776, 1. Jahrgang, Band 2, S. 401–430 auch die altertümlichen Gau-Gerichtsberge der Region, „Stahlbohel“ oder „Stahlbühel“ genannt.
Eine Geschichte der Abtei Limburg bei Bad Dürkheim, mit der Widder über die väterliche Stellung als Liegenschaftsverwalter des säkularisierten Klostergutes in einer gewissen Beziehung stand, erschien vermutlich nicht im Druck. Der Beamte sammelte dazu jedoch Material und arbeitete daran. Das Manuskript und die zugehörige Dokumentensammlung hat sich in der Universitätsbibliothek Heidelberg erhalten. Darüber und über die schon genannte Denkschrift Widders zum Weinschädling „Rebenstecher“ publizierte Albert Becker 1931, im Organ des Historischen Vereins der Pfalz Pfälzisches Museum (Heft Nr. 5/6, Seiten 152–154 des Jahrgangs) den Artikel Der Pfälzer Heimatforscher Johann Goswin Widder als Önolog und Geschichtsschreiber der Limburg.
Johann Goswin Widder gehörte außerdem seit 1787 als außerordentliches Mitglied der Kurpfälzischen Akademie der Wissenschaften zu Mannheim an und war ein passionierter Münzsammler mit herausragenden Kenntnissen über die heimatlichen Münzen. In München wirkte der Geistliche Franz Ignaz von Streber als sein Privatsekretär, dem er dabei umfassende Kenntnisse der Numismatik vermittelte und der später zusammen mit dem nachmaligen Kardinal Johann Casimir Häffelin das Bayerische Münzkabinett verwaltete. Widder verfasste diesbezüglich 1785 eine zweibändige, bebilderte Abhandlung mit dem Titel: Katalog aller existirenden Münzen und Medaillen des Gesammthauses Wittelsbach. Seine wertvolle Kollektion wurde ab 1796 durch das Bayerische Münzkabinett in München angekauft; mehr als 2000 Stücke nochmals aus seinem Nachlass, 1808.
Der Maler Moritz Kellerhoven porträtierte Widder um 1790; das Gemälde befindet sich in den Reiss-Engelhorn-Museen Mannheim.